# Enregistrament audiovisual de l'esport
L'enregistrament audiovisual de l'esport, com bé diu el nom, tracta de gravar, fotografiar o retransmetre tant esdeveniments com la pràctica esportiva. La indústria audiovisual, des dels seus inicis, sempre ha tingut la necessitat i l'interès d'avançar i buscar nous mètodes per a poder reproduir de la manera millor possible totes les activitats que fem els humans, i l'esport n'és una d'aquestes - des de fotografiar una marató, fins a gravar un salt en paracaigudes o retransmetre un partit de futbol, passant per l'esport dins la cinematografia.

## Fotografiar l'Esport

### Característiques de la Càmera[1]
Les característiques més necessàries d'una càmera per a poder fotografiar qualsevol objecte en moviment són les que necessitem per a fotografiar un esport. En general, aquestes característiques són les següents:
- Lent de ràpida obturació (les més ràpides són F2.8)
- Flexibilitat en el canvi de lent
- Sensor intel·ligent

### Paràmetres de la Càmera[2]
| Velocitat d'Obturació | 1/1000s |
| Obertura              | 8       |
| ISO                   | 400     |
| Distància Focal       | 85mm    |

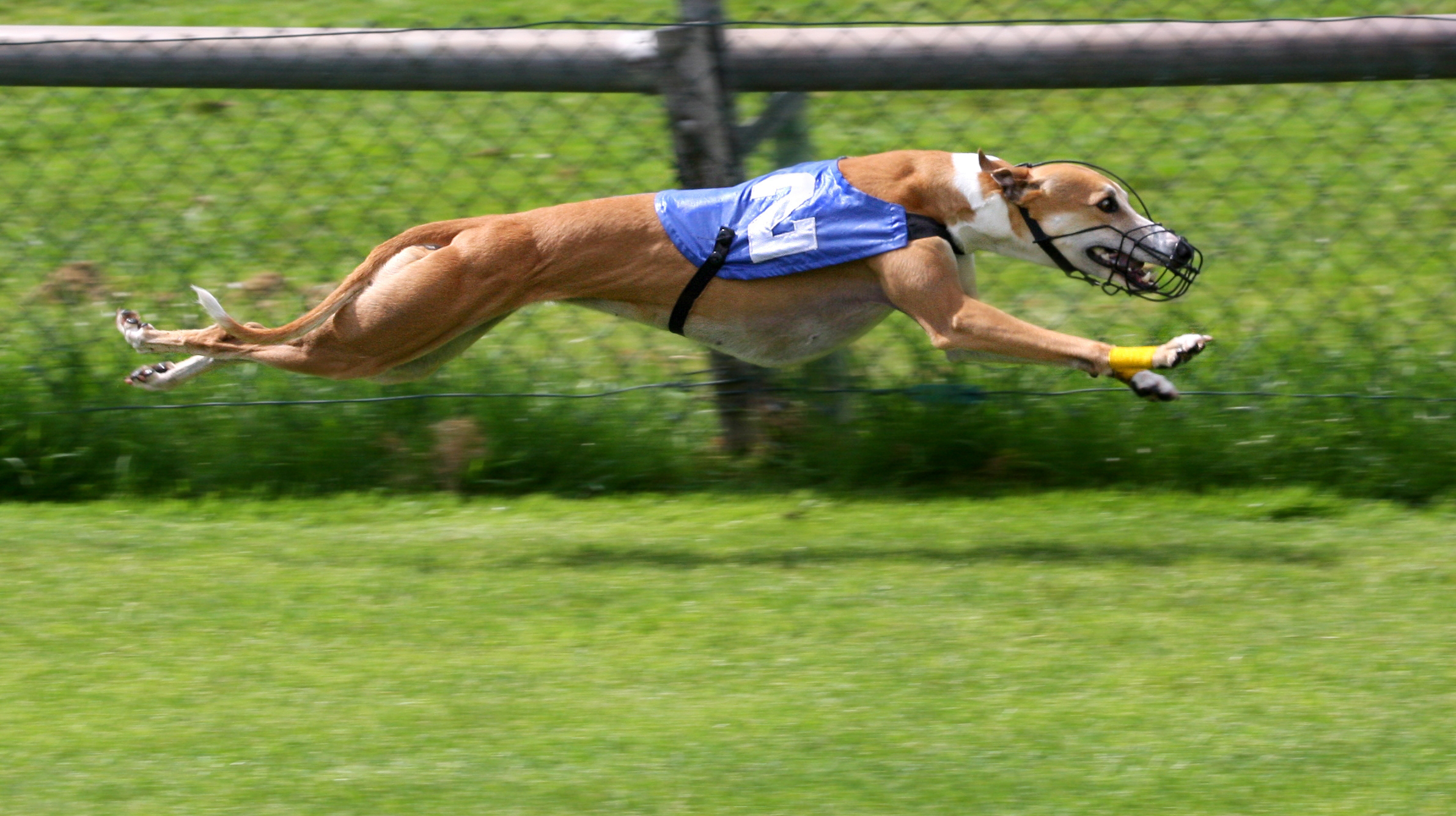

És també molt necessari tenir clar quins són els paràmetres que hem d'indicar a la càmera. El més habitual és que la prioritat sigui la velocitat d'obturació, d'aquesta manera, evitem que les imatges surtin mogudes. Per aquest motiu són recomanables les càmeres rèflex i no les compactes, que no permeten escollir modes manuals. De totes maneres, la velocitat mitjana més adequada ronda entre els 1/100 al segon.
En ser tant ràpida la velocitat d'obturació, depèn de la lluminositat, caldrà ajustar l'ISO, tot i això, és molt recomanable que aquesta sigui la més baixa possible, per que no quedin imatges granulades o amb molt de soroll. En general, amb una bona il·luminació, l'adequat seria una ISO 100 o 200, però aquesta s'hauria d'ajustar segons la foscor de l'espai on es vol fer la foto.
Si tenim en compte la obertura del diafragma, cal tenir al cap que una gran obertura incrementarà la velocitat d'obturació, això també suposarà una menor profunditat de camp, però, per tant el més encertat és utilitzar una obertura mitjana, per deixar passar el màxim de llum possible sense modificar dràsticament la profunditat de camp.
Quant al balanç de blancs, l'automàtic seria l'ideal, tot i que per imatges d'interiors es podria adaptar el balanç de blanc de manera que s'ajusti a la il·luminació de la zona.
És recomanable disparar amb angular, no utilitzar el zoom, que deixa entrar més llum, incrementant així la velocitat d'obturació. En cas que es necessités ampliar una imatge, és millor fer-ho durant la postproducció, editant la imatge, que no durant la captura de la imatge, utilitzant el zoom.
Finalment, el continuous mode o mode de disparament continuat, permet capturar una sequencia ràpida d'imatges, cosa que pot ser útil quan vols capturar el moviment, ja que el subjecte pot actuar de manera inesperada, i d'aquesta manera, es pot fotografiar més fàcilment.

### Càmeres Recomanades[1]
- Canon EOS-1D X Mark I
- Nikon D5 DSLR
- Nikon D500 DSLR
- Canon 7D Mark II DSLR

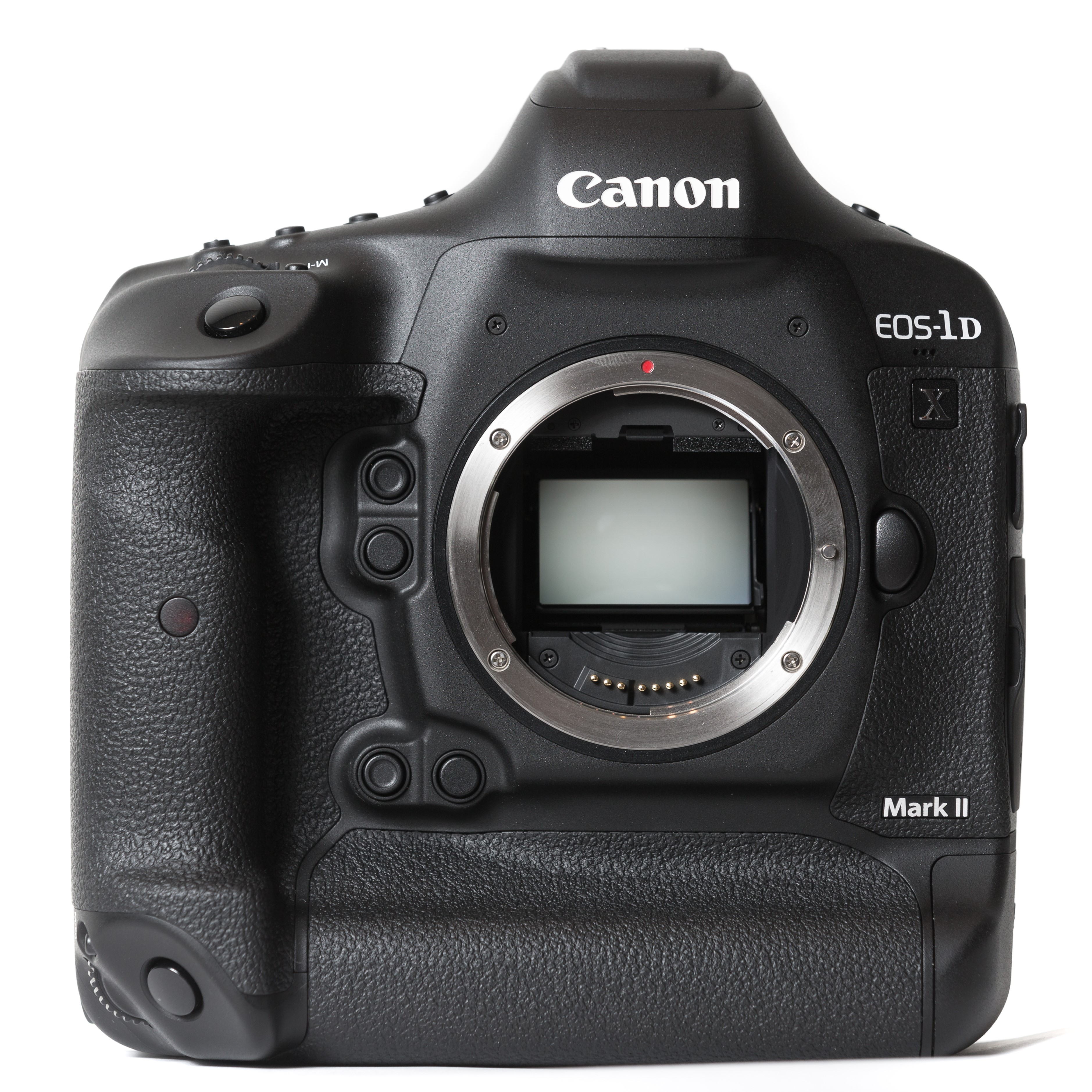
Canon EOS-1D X Mark II

- Nikon 1 V3 Mirrorless Digital Camera
- Pentax K-3 DSLR
- Fujifilm X-T1 Mirrorless Digital Camera
- Sony a77II DSLR
- Sony a6300 Mirrorless Digital Camera
- Sony RX10 Mark II

## Càmeres per a Esports Aquàtics

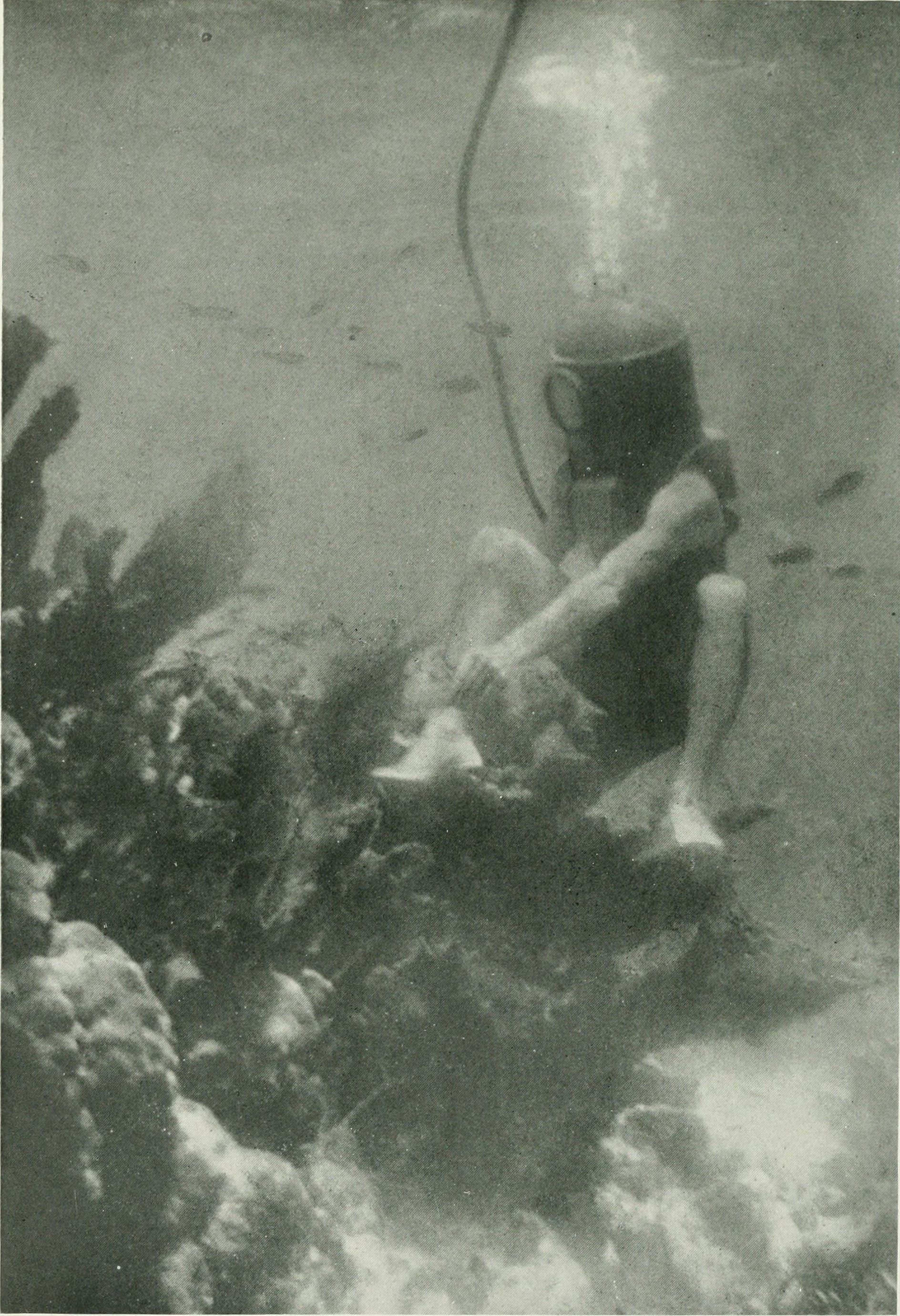
Presa de la primera imatge en color a sota l'aigua

## Càmeres per a Esports Aquàtics[3]

### Història de les Càmeres Aquàtiques
La primera fotografia dins de l'aigua la va disparar William Thompson el 1856. Ell i Mr Kenyon havien prèviament dissenyat una capsa per a protegir la càmera que es va submergir a la badia de Weymouth, Anglaterra, mentre un mecanisme disparava la imatge des de la superfície. Això va aconseguir-se vint anys després de la invenció de la fotografia.
No va ser però fins al 1893 que Louis Boutan no va capturar la primera fotografia des de dins de l'aigua, utilitzant llum artificial gràcies a un estroboscopi que disparava un flash. Vint-i-tres anys després d'aquest esdeveniment, Ernest Williamson va ser l'encarregat de la fotografia en la primera pel·lícula comercialitzada que inclou filmacions sota l'aigua Vint mil llegües de viatge submarí, basada en la novel·la de Jules Verne. Això marcà l'inici de la cinematografia sub-aquàtica.
La primera imatge aquàtica de color no es va publicar fins al juliol de 1927, tot i ser capturada el 1923 al National Geographic. La van realitzar W.H. Longley i Charles Martin, i hi apareixien anemones, corals i altres animals marins.
Beuchat, una companya creada el 1934 per Georges Beuchat va produir la càmera Tarzan, la primera càmara submergible comercialitzada, dissenyada pel francès Henry Broussards. Però aquesta no va ser tant famosa i comprada com la que va dissenyar l'enginyer de la tripulació de Jacques-Yves Cousteau, Jean de Wouters. Ell va dissenyar una càmera de 35mm aquàtica comercialitzada amb el nom de Calypso-Phot, que posteriorment va comprar Nikon i li va posar el nom de Nikonos, la primera d'una famosa sèrie de càmeres aquàtiques.

### Millors Càmeres Aquàtiques

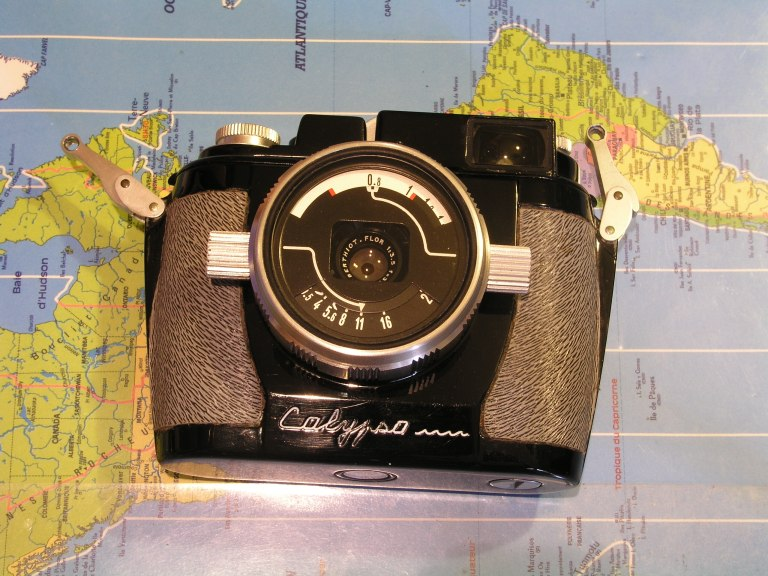
Càmera Calypso

Tot i que la varietat de càmeres submergibles que existeixen, aquestes són algunes amb les millors característiques.
- Olympus Tough! TG5
- Nikon Coolpix W300
- Panasonic Lumix FT5/TS5
- Canon Powershot D30
- Fujifilm Finepix XP120

## Headcams

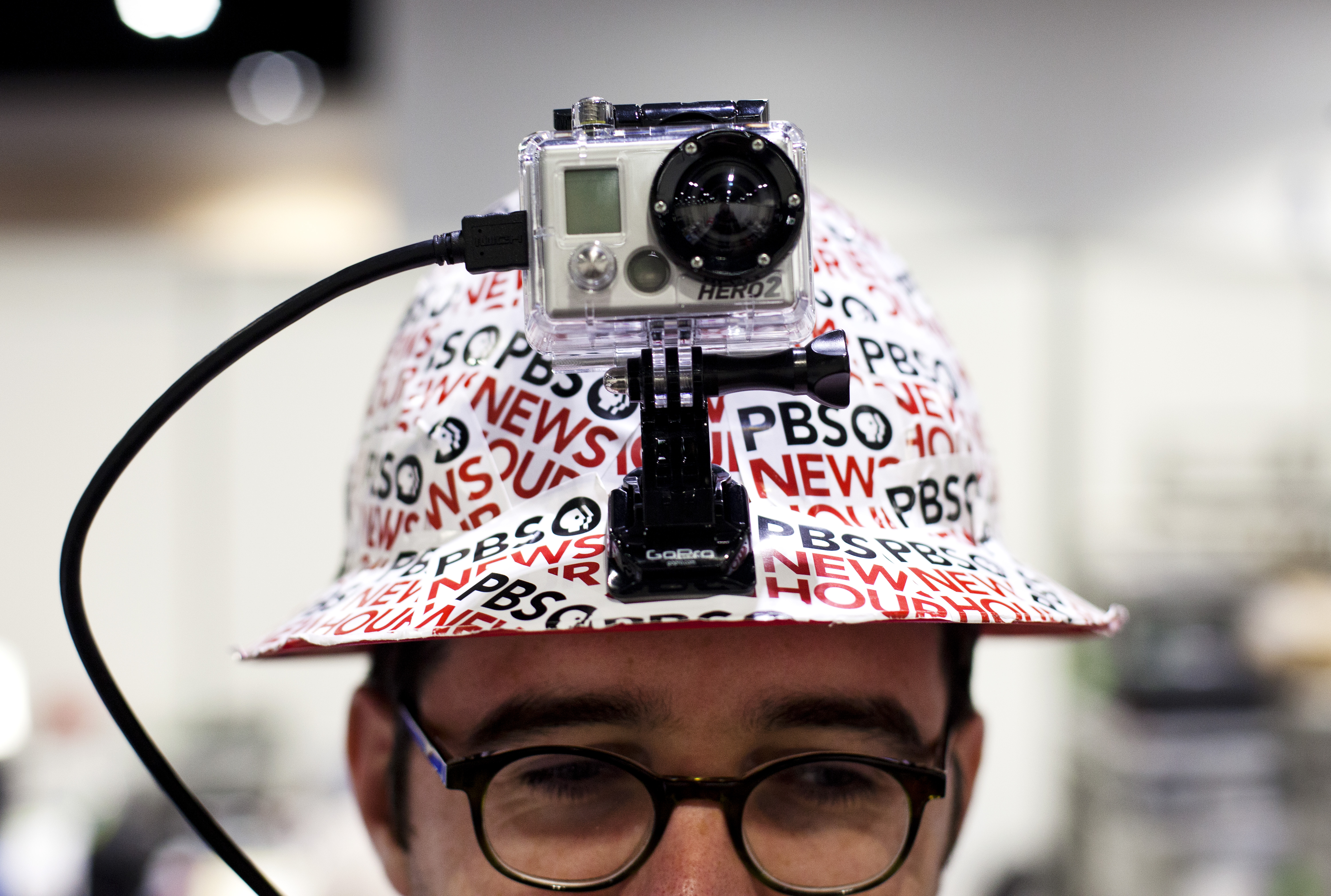
Headcam per a gravar un pla subjectiu

## Headcams[4]

### Història[5]
Tant dins la cinematografia com la televisió, des dels inicis de la fotografia o el vídeo, s'ha intentat innovar i retransmetre de manera diferent. Aquestes càmeres que proporcionen un punt de vista subjectiu de la persona que està gravant no només han revolucionat la reality tv, sinó que també tenen un ús molt especial dins de les activitats esportives, com ara el ciclisme, en que no es poden utilitzar les mans per a sostenir una càmera. Actualment aquest paper el fan les GoPro, però per saber els inicis d'aquest tipus de càmera, ens hem de remontar als anys 60 del segle xx.

#### Anys 60
Els emergents programes de televisió d'aventures o esportius varen començar a guanyar popularitat i, com és evident, requerien de material especialitzat per a enregistrar les imatges. Alguns d'aquests eren Sea Hunt, que se centrava en el submarinisme, o WhirlyBirds, que es gravava des d'un helicòpter. No va ser, però, fins que Bob Sinclair al 1961 va decidir filmar, amb l'ajuda de Tom Ryan, un salt en paracaigudes, que van aparèixer les headcams. Aquesta era però una càmera experimental enganxada al casc del paracaigudista.
Cinc anys més tard, el campionat de Fórmula 1 decidí innovar i experimentar, i volgué retransmetre d'una manera diferent el Grand Prix de Mònaco, oferint el punt de vista d'un participant. Va ser el conductor Jackie Steward l'encarregat de col·locar una càmera al seu casc, tot i això, no la va portar durant la cursa.

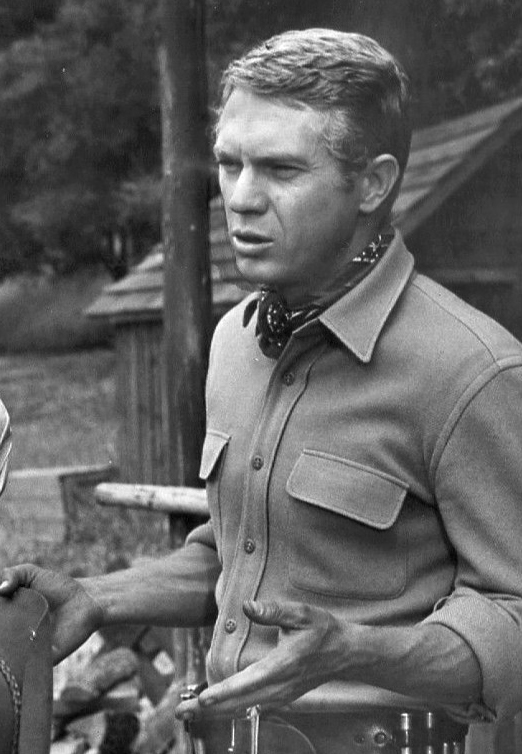
208.958x208.958px

#### Anys 70
Com era de suposar, les pel·lícules esportives o d'acció van guanyar molta popularitat un cop es van incorporar les headcams al rodatge d'aquestes. El que proporcionaven aquest tipus de càmeres, era un punt de vista subjectiu al film. El primer en portar la tècnica en marxa va ser el director Lee H. Katzin a Le Mans (1971). L'actor Steve McQueen va enganxar amb cinta americana una càmera al casc de la moto que utilitzava pel rodatge.
Però aquesta no va ser l'única pel·lícula en què l'actor va haver de portar càmeres al seu casc. En el film On Any Sunday (1971), dirigida per Bruce Brown, es va necessitar un casc de mida universal perquè el poguessin utilitzar els diferents actors que competien en les suposades curses de motos de la pel·lícula.
Amb tota la popularitat i atenció que van provocar aquestes pel·lícules, SONY va ser pionera en les headcams, i en va crear la primera en si. Aquesta càmera enregistrava en blanc i negre, era de poc pes i es podia col·locar permanentment a un casc. Al 1972, Gary Patmor va ser el primer en provar-la en un salt en paracaigudes. Posteriorment a aquest gran fet, va ser l'encarregat de gravar diversos esdeveniments esportius relacionats amb el paracaigudisme i va fer de doble a pel·lícules d'acció.

#### Anys 80
Durant els anys 80 es va aconseguir retransmetre un esport en directe des d'una headcam. Això ho va realitzar Dick Garcia, participant del Nissan USGP 500 World Championship, l'any 1986, col·locant una Canon CI-10 al casc. Gràcies a la tecnologia de ABC Broadcast es va poder retransmetre per televisió en directe.

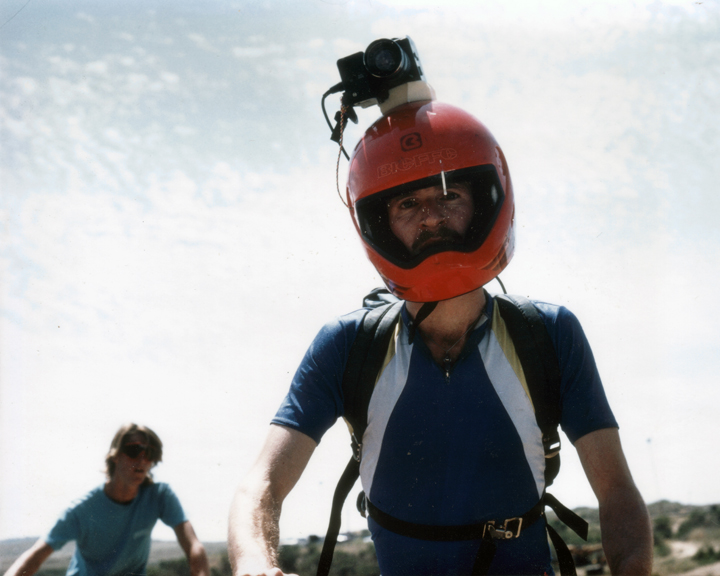
Mark Schulze amb la Headcam

Després d'un any d'aquests fets, al 1987, Mark Schulz i Patty Mooney, van filmar guies ciclistes per a fer publicitat, molt similars als que avui en dia es filmen amb una GoPro. La semblança pot venir, en part, per la posició de la càmera en el casc que portaven. El mecanisme de filmació que van utilitzar és el següent: Schulze es col·locà la càmera de xip al casc, connectada al VCR que portava a la motxilla i que ho anava enregistrant tot.

#### Dels 90 a l'actualitat
La tecnologia ha avançat de tal manera que aquestes càmeres avui en dia són molt petites i pràctiques. Existeixen moltes maneres de portar-la, ja sigui gràcies a un selfie stick, a l'alçada del front o del pit, entre d'altres, són submergibles, i algunes fins i tot, tenen accés Wi-fi i Bluethooth. La marca estrella de headcams és GoPro.

### Característiques de les Headcams[9]

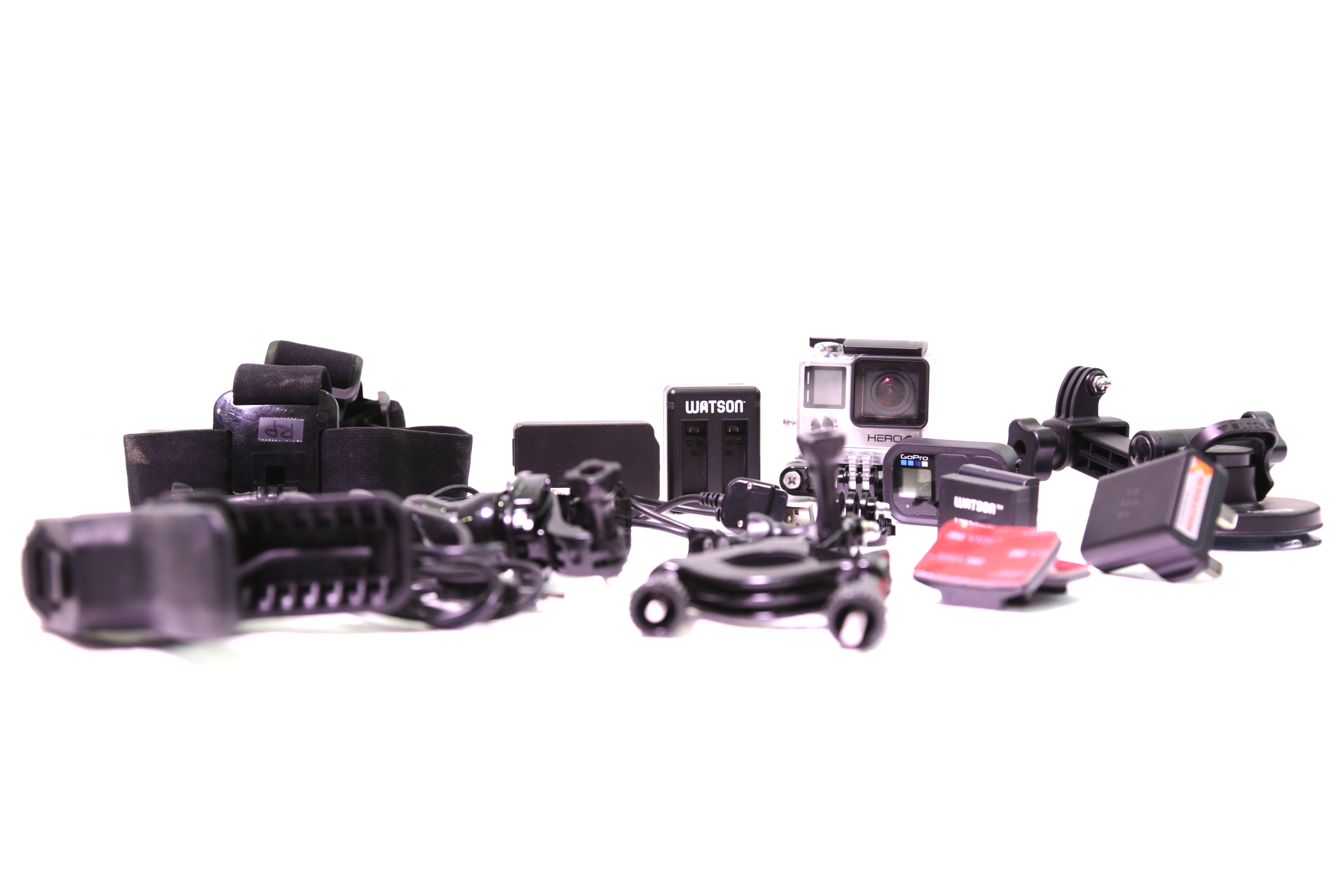
Diferents elements per a utilitzar la GoPro

Tot i que depèn del model, del preu, i de les necessitats, aquestes són eles característiques bàsiques que tenen les headcams actuals, a data de 2017:
- Qualitat de vídeo 1080p30, 960p30 i 720p60
- Imatges de 5 MP de fins a 3 fotogrames per segon i gran angular
- Audio d'alta qualitat amb reducció de so del vent
- Wi-Fi
- Bateria recarregable de 1050 mAH, 3,7 V, 3885 mWh. Duració de 1h30-3h segons l'ús que se li dona a la càmera (wifi, control remot, vídeo…)
- Ports per a USD, MicroSD i microHDMI
- Emmagatzament de 64 GB

### Tipus
Depèn del sensor:
- CMOS
- CCD